# 瀬戸電気鉄道キハ300形気動車
瀬戸電気鉄道キハ300形気動車（せとでんきてつどうキハ300がたきどうしゃ）は、瀬戸電気鉄道が新製したガソリンカー。後年瀬戸電気鉄道が名古屋鉄道（名鉄）へ吸収合併された後、電車化（付随車化）改造を受けサ2200形と改称・改番、後年の制御車化によりク2200形となった。
瀬戸電気鉄道最後の新製車である。

## 概要

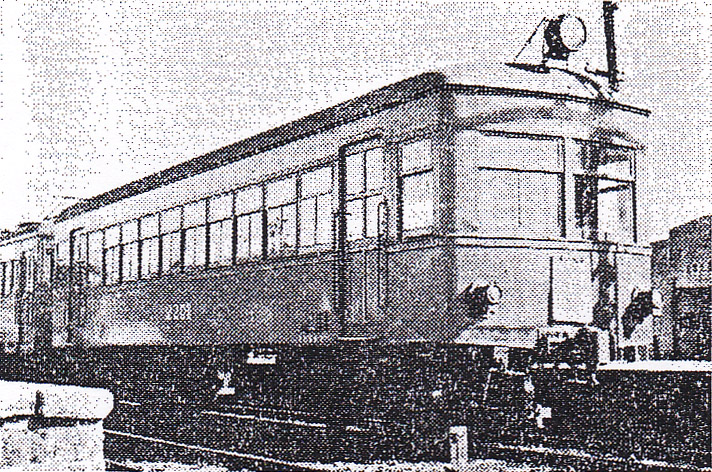
ク2200形2201（旧キハ300形301）

瀬戸電気鉄道は電化路線であるが、変電所を増設せずに急行運転を行うために、1936年（昭和11年）10月、新たな気動車（ガソリンカー）としてキハ300形（301, 302）が日本車輌製造で新製された。全長14.1m、正面は2枚窓の半鋼製の車体である。座席はクロスシートであった。女性車掌が乗務する急行として運用された。
1939年（昭和14年）に瀬戸電気鉄道が名古屋鉄道に吸収合併された後も改番はされなかったが、物資統制のため急行の運転は終了する。1941年（昭和16年）3月にはエンジンを取り外し付随車化され、サ2200形（2201, 2202）となる。一時期は三河線に転属した。1950年（昭和25年）に600V用に電車化（制御車化）改造を受けク2200形（2201, 2202）となって瀬戸線に転属。
1964年（昭和39年）3月に借入という形で福井鉄道に入線し、同年7月に正式に福井鉄道に譲渡され改造。クハ141・142として運用された。